# Barrière frontalière hongroise
- Construit (HR+RS)
- Prévu (RO)
- Hongrie
- UE dans l'espace Schengen : participation policière à la surveillance[1]
- UE dans l'espace Schengen
- Espace Schengen hors UE

La barrière frontalière du Sud de la Hongrie (en hongrois officiellement határőrizeti célú ideiglenes kerítés « barrière provisoire de contrôle frontalier », ou plus couramment déli határzár « clôture frontalière sud ») est une clôture renforcée et une barrière frontalière construite à partir de juillet 2015 par la Hongrie, afin d'empêcher ce que le gouvernement nomme immigration illégale depuis le sud. Elle est achevée en octobre 2015 en ce qui concerne la frontière avec la Serbie et la Croatie.
Dans le cadre de la crise migratoire en Europe depuis 2015, le gouvernement hongrois a décidé la construction de ce dispositif, estimant que l'Union européenne ne prenait pas les mesures nécessaires pour contenir les importants flux de population entrant illégalement dans l'espace européen par la frontière serbo-hongroise,.

## Histoire

### Installation de barbelés à lames à la frontière serbe

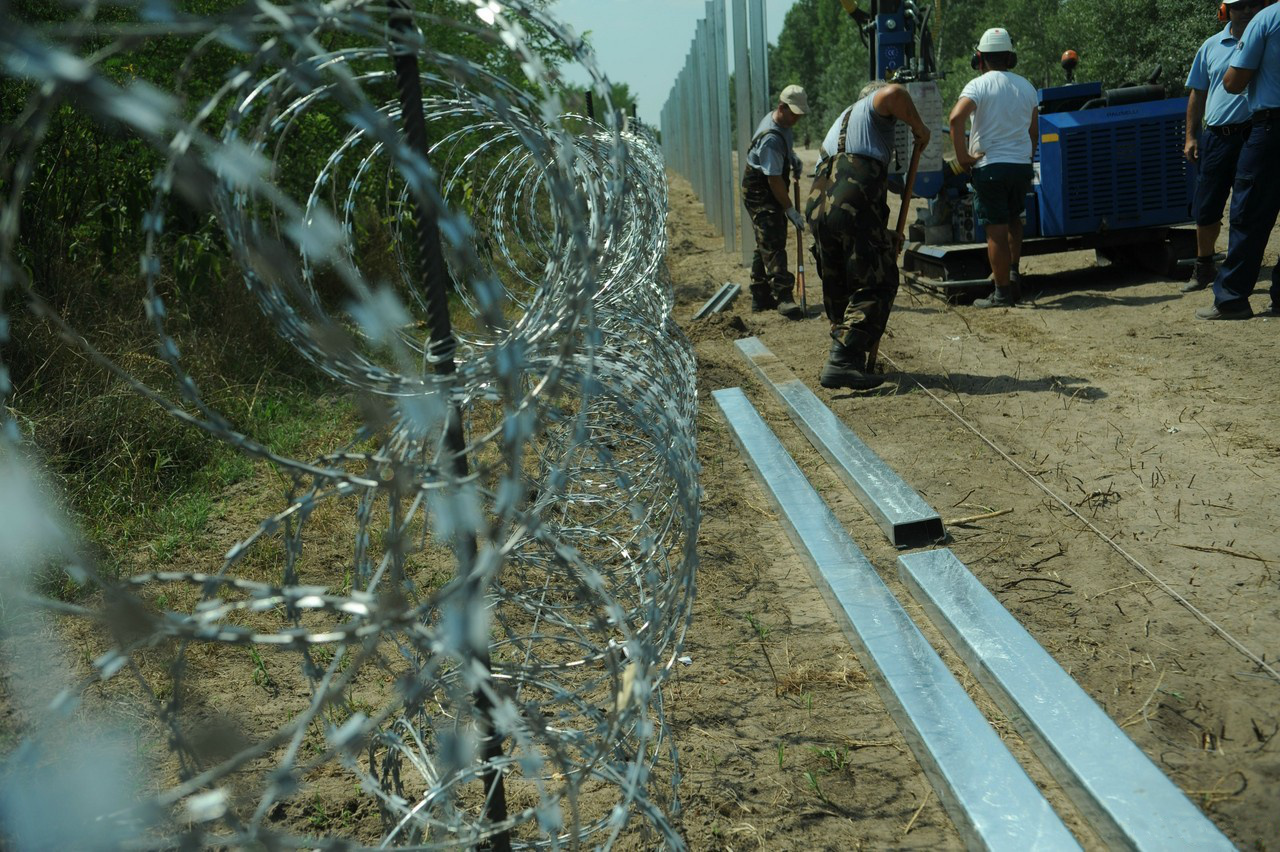
Installation de la clôture grillagée haute de 3.5 m, derrière la barrière à installation rapide en fils barbelés à lames, près de Mórahalom à la mi-août 2015.

La frontière entre la Hongrie et la Serbie est longue de 151 kilomètres,. En juin 2015, la Hongrie décide de fermer la frontière entre les deux pays. Peu après, le gouvernement hongrois décrète la construction d'une barrière de quatre mètres de haut. Les travaux commencent début juillet. Début août, la fin des travaux est estimée à la fin de l'année. La clôture, qui comprend des rouleaux de fil barbelé coupant, est réalisée par des entreprises sous contrat avec l'État ainsi que 900 soldats. Le coût de l'opération est de 106 millions de dollars et comprend la construction de deux camps de réfugiés.

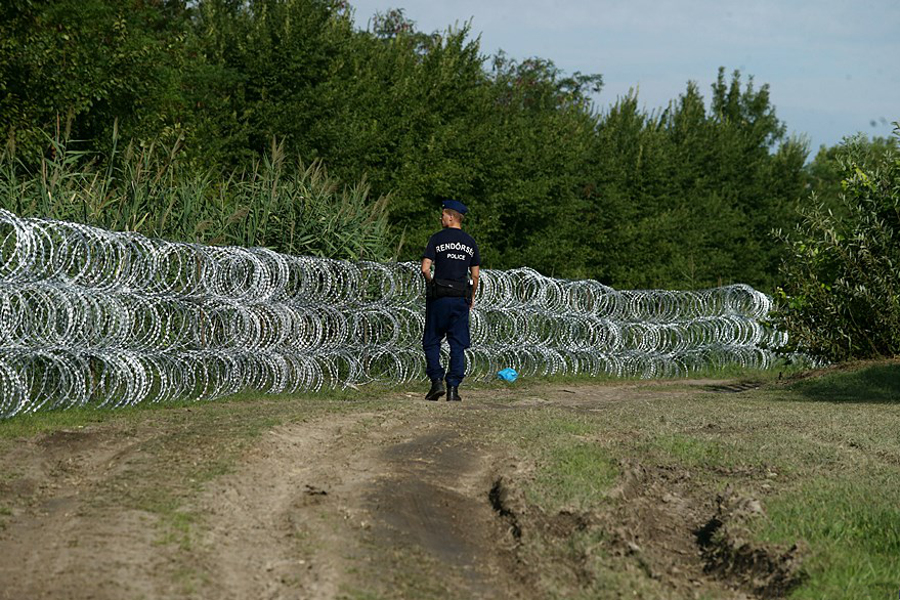
Fin août 2015 : la barrière en barbelés entre Hongrie et Serbie est achevée.

À la mi-août, la double barrière est en construction. La « barrière en fils barbelés à installation rapide » (gyorstelepítésű drótakadály ou gyoda) doit être achevée fin août, et la clôture grillagée par la suite. La barrière est surveillée en permanence par des soldats hongrois. La barrière en fils barbelés est achevée le 29 août, mais ne fait pas baisser dans l'immédiat le nombre d'interpellations lors de franchissement illégal de la frontière, qui s'élève à 8 792 pour le week-end du 28 au 30 août.

### Lois sur le franchissement de la barrière et le droit d'asile

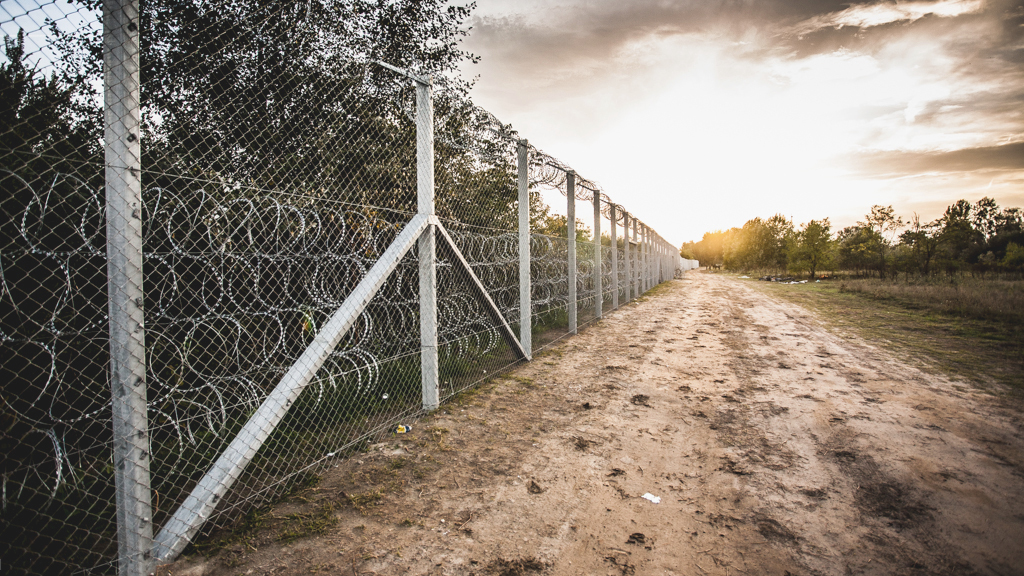
La clôture près de Röszke à la frontière serbo-hongroise en septembre 2015.

Le franchissement illégal ou la détérioration de la barrière frontière est qualifié de crime (bűntett) et puni d'emprisonnement par une modification du Code pénal hongrois entrée en vigueur le 15 septembre 2015. À cette date, sur les 175 km de frontière avec la Serbie, c'est seulement sur 20 à 25 km difficilement franchissables, surtout marécageux, que la clôture grillagée de 3 à 4 m de haut n'a pas été posée et qu'il n'y a que la barrière à installation rapide en barbelés à lames.
De plus, pour les migrants qui se présentent aux postes-frontières, dans la zone déclarée en « état de crise due à une immigration massive » c'est-à-dire les deux départements frontaliers de la Serbie, la procédure d'asile est accélérée, avec décision en huit jours au maximum et rejet possible si le demandeur peut rester dans un pays tiers sûr comme la Serbie, sans possibilité d'appel autre que sur la forme de la procédure : cela signifie en pratique que les migrants sont pour la plupart refoulés en quelques heures, si bien que dès les jours suivants, le flot de migrants se tarit à la frontière avec la Serbie mais se reporte sur la frontière avec la Croatie, d'où la Hongrie décide provisoirement de les convoyer en bus ou en train vers l'Autriche.
Ce nouveau dispositif législatif en matière d'asile déclenche l'ouverture par la Commission Européenne d'une procédure d'infraction contre la Hongrie en décembre 2015.

### Prolongation de la barrière à la frontière croate
À l'ouest de la barrière entre Hongrie et Serbie, sur la courte section de la frontière croate (quelque 70 km) avant que la frontière soit formée des rivières Drave et Mur, 41 km de barbelés sont déjà posés le 18 septembre 2015, ;
le même jour, la zone déclarée en « état de crise due à une immigration massive » est étendue aux quatre départements hongrois frontaliers de la Croatie et de la Slovénie. Une modification législative entrée en vigueur le 22 septembre 2015 permet aux soldats coopérant avec la police dans le cadre de cet état de crise d'utiliser tout moyen de contrainte, notamment balles en caoutchouc et engins pyrotechniques, mais pas en vue de tuer,,,.
Le 15 octobre 2015, la clôture est achevée sur les deux sections où la frontière avec la Croatie n'est pas formée des rivières Drave et Mur, longues de 78 et 38 km. Le lendemain, les postes-frontières avec la Croatie appliquent comme ceux avec la Serbie les dispositions de l'« état de crise due à une immigration massive » : les migrants n'ont accès qu'à des « zones de transit » formellement hors territoire hongrois, où s'ils veulent demander l'asile, une procédure accélérée permet de les refouler immédiatement s'ils viennent d'un « pays sûr » comme la Croatie ou la Serbie,.
| Le graphique qui aurait dû être présenté ici ne peut pas être affiché car il utilise l'ancienne extension Graph, désactivée pour des questions de sécurité. Des indications pour créer un nouveau graphique avec la nouvelle extension Chart sont disponibles ici . |

### Prolongation envisagée de la barrière à la frontière roumaine
Pour éviter que la barrière entre Hongrie et Serbie ne soit contournée vers l'est, le gouvernement hongrois décide à la mi-septembre 2015, en même temps qu'est adoptée la nouvelle législation sur son franchissement et sur l'asile, de préparer la construction d'une barrière à la frontière roumaine jusque quelques kilomètres après la rivière Mureș/Maros (près de Makó).
En février 2016, des travaux de terrassement préparatoires à la construction d'une clôture et des réserves de « fils barbelés à installation rapide » sont visibles à la frontière roumaine près de Makó et de Battonya.
En septembre 2016, le ministre de la Chancellerie János Lázár déclare que malgré la coopération avec la Roumanie, il est persuadé que la Hongrie sera tôt ou tard obligée de construire la barrière à cette frontière.

### Nouvelles restrictions aux demandes d'asile

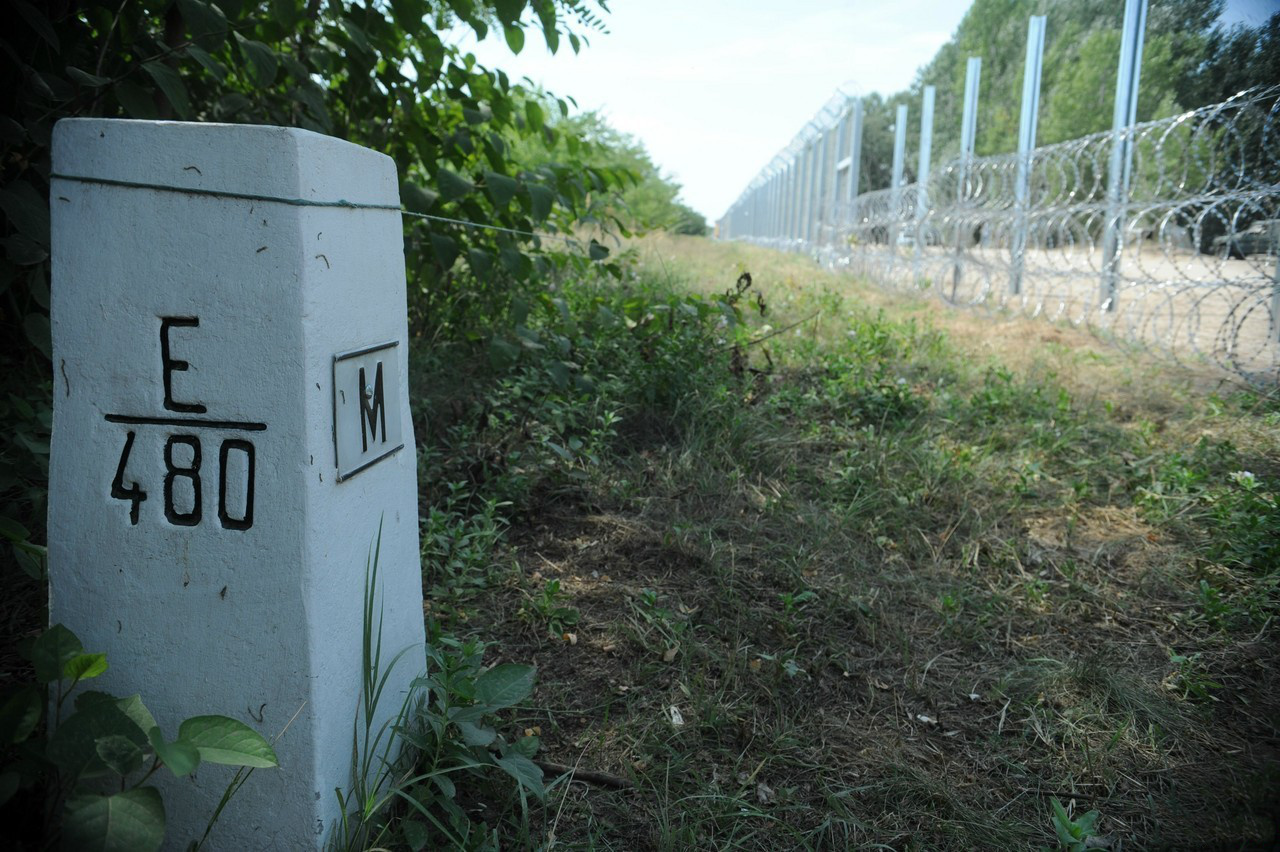
L'espace entre la borne frontière et la clôture (ici en construction).

En mars 2016, en conséquence de la fermeture de la route des Balkans aux migrants, le système d'« état de crise due à une immigration massive » est étendu à toute la Hongrie.
En juillet 2016, en vertu d'une nouvelle réglementation (mélységi határőrizet « contrôle frontalier en profondeur »), les migrants interceptés à moins de 8 km de la frontière sont ramenés dans la zone de territoire hongrois de quelques mètres de large de l'autre côté de la barrière frontalière, sans assistance et avec un accès à la demande d'asile accélérée d'une « zone de transit » qui est limité à 15 personnes par jour et peut ainsi prendre plusieurs mois.
En mars 2017, le doublement de la clôture est entrepris, et une loi est adoptée pour que les migrants soient placés systématiquement en détention dans les « zones de transit » jusqu'à décision définitive sur leur demande d'asile, ce qui est contraire au droit européen,. La double clôture est achevée fin avril sur toute la frontière avec la Serbie.

## Aspect environnemental
Nannospalax montanosyrmiensis, une espèce rare de rats-taupes (dont la population totale est estimée à un millier d'individus), voit sa survie menacée en raison de la division en deux de son habitat par la barrière grillagée et par la nouvelle piste frontalière, entre Kelebia en Hongrie et Subotica/Szabadka en Serbie où la frontière de l'Union européenne forme la limite d'une zone Natura 2000 (site naturel protégé de l'Union européenne) ; la piste frontalière a notamment nécessité un nivellement détruisant les galeries souterraines de l'animal, et entraîne une présence humaine perturbatrice lors de la surveillance de la frontière. Le déplacement d'une partie des rats-taupes était envisagé en juillet 2015, mais en été il leur est impossible de creuser un nouveau réseau de galeries et l'opération aurait causé la mort de la plupart d'entre eux, si bien que l'urgence de la construction de la barrière a été prioritaire.